# Hans von Kahlenberg
Hans von Kahlenberg, pseudonym Helene Keßlerové rozené von Monbart (23. února 1870, Heiligenstadt, Durynsko – 8. srpna 1957 Baden-Baden) byla německá spisovatelka. Proslavila se především svým bestsellerem Ahasvera (1910). Její novela Nixchen (Rusalička) vyvolala rozruch díky svým erotickým tématům

## Životopis
Helene von Monbart se narodila jako dcera důstojníka Ericha von Monbarta a vystudovala v opatství Keppel ve Vestfálsku. Poté navštěvovala internátní školy ve Francii a Anglii. Od roku 1888 působila jako učitelka. V roce 1908 se provdala za pruského lesníka Wilhelma Keßlera. Ráda cestovala, dlouho pobývala ve Švýcarsku a často v Paříži. 
„Byla výbornou vypravěčkou, mile zábavnou a elegantní. Prostředí velkého světa aristokracie, peněžníků a umělců nalezlo v ní malířku realistického rázu, s jemným nádechem impresionismu. Zdravý temperament, plný bujné odvahy, trochu poznamenaný skepsí a ironií“.

## Výběrová bibliografie

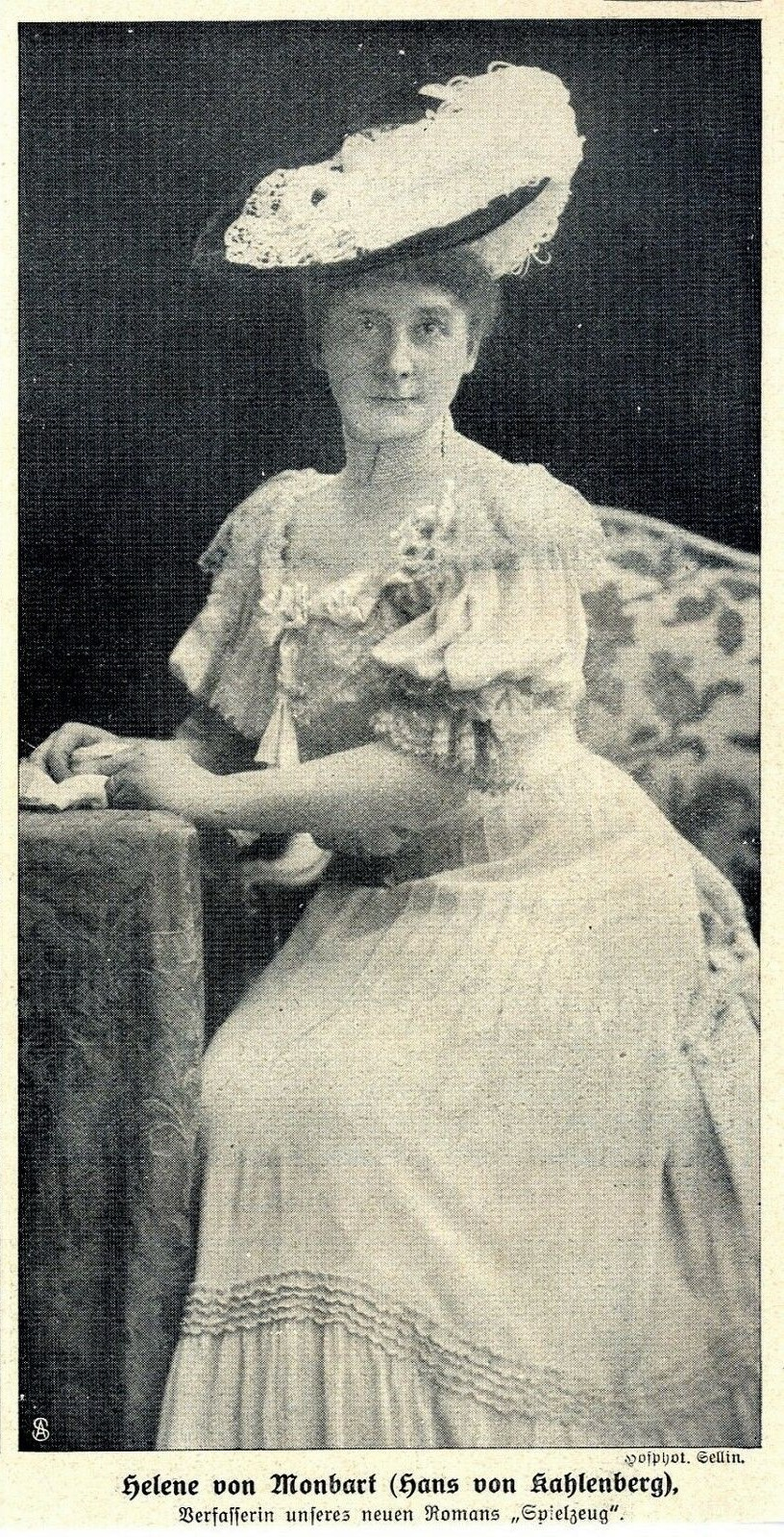
Helene von Monbart roku 1908

Jde o velmi plodnou spisovatelku, jejíž dílo obsahuje téměř padesát titulů, z nichž tu jsou uvedeny pouze některé.
- Ein Narr (1895, Mizera).
- Der letzte Mann. (1898, Poslední člověk), apokalyptický román.
- Nixchen. Ein Beitrag zur Psychologie der höheren Tochter (1899, Rusalička. Příspěvek k psychologii dcery vyšších kruhů), novela, která odhaluje pohlavní život mladičké dívky, což vyvolalo značný skandál. Dílo ale poskytuje zasvěcený pohled na vnitřní svět mladé ženy dospívající v lepší společnosti definované konvencemi a očekáváními. Autorka zobrazuje složitost dívčiny postavy, která prochází omezeními, které na ni klade její sociální postavení.
- Eva Sehring. Geschichte einer Jugend (1901, Eva Sehringová. Příběh mládí).
- Der Fremde (1901, Cizinec), román přináší zamyšlení nad lidským údělem, zejména se zaměřením na úděl chudých na pozadí ponurého Štědrého večera.
- Häusliches Glück (1901, Domácí štěstí).
- Jungfrau Marie (1905, Panna Marie).
- Der Weg des Lebens (1905, Cesta života).
- Der König (1906, Král).
- Meißner Porzellan (1907, Míšeňský porcelán), komedie o 4 dějstvích, společně s Axelem Delmarem.
- Eine Kindheitsgeschichte (1908, Příběh z dětství).
- Ein Ring. (1908-1912, Prsten), dva díly.
- Ahasvera (1910), autorčin nejprodávanější román vypráví příběh manželství zchudlého pruského šlechtice Philippa von Rechtern a bohaté židovské dědičky Adeliny Goldsteinové a vývoj jejich dvou synů Ulricha a Wolfganga. Zatímco Ulrich jde v otcových stopách a vyvíjí se v typického pruského šlechtice, Wolfgang je ten jemnější a přemýšlivější. Když je odsouzen do vězení a rozhádá se s otcem, musí Adeline Goldsteinová volit mezi manželem a mladším synem.
- Der Kaiser (1911, Císař), tragédie o pěti jednáních.
- Das starke Geschlecht (1912, Silnější pohlaví).
- Die süßen Frauen von Illenau (1914,  Sladké ženy z Illenau).
- Rote Rosen (1918, Červené růže).
- Des Teufels Schachspiel (1923, Ďáblova šachová partie).
- Die Witwe Scarron (1934, Vdova Scarronová).

## Filmové adaptace
- Nixchen (1920), německý němý film, režie Paul Legband.[5]]
- Nixchen (1926), německý němý film, režie Kurt Blachy.[5]

## Česká vydání
- Kamarádi. in: 1000 nejkrásnějších novell 1000 světových spisovatelů č. 24. Praha: J. R. Vilímek 1914. úvod František Sekanina, překlad Adolf Veselý.
- Rusalička,  Praha: Sfinx 1920, přeložil Karel Ludějovský.